# 시몬 (베르망두아)
시몬(Simon of Vermandois, 995년/1029년? ~ 1076년경 이후 사망)은 프랑스의 귀족으로, 프랑크 왕국 카롤링거 왕조의 분가인 헤르베르투스 왕조 출신 인물이다. 베르망두아 백작 헤르베르트 3세의 손자이자 오토 1세 또는 외드와 출신지를 알 수 없는 파티아(Patia) 또는 파비아(Pavia)의 아들로, 자세한 행적은  알려져있지 않으며, 어느 시점부터 햄의 영주(seigneur de Ham)라는 작위를 가지고 있었다.
후일의 햄의 두번째 영주가문이 정확히 그와 어떤 관계였는가는 알려져 있지 않다. 1050년대의 햄의 영주 이베스(Yves)와 1106년부터 1144년까지 햄의 영주였던 외드 2세(Eudes II)는 그의 아들 혹은 손자였을 것으로 추정되나 확실하지는 않다.

## 같이 보기
- 베르망두아
- 오토 1세
- 헤르베르트 4세